# Słonecznik miękkowłosy
Słonecznik miękkowłosy (Helianthus strumosus L.) – gatunek rośliny z rodziny astrowatych. Pochodzi ze środkowej i wschodniej części Ameryki Północnej. Gatunek rzadko jest uprawiany w Polsce.

## Morfologia
ŁodygaOsiąga 1–3 m wysokości. Przynajmniej w dolnej części jest gładka, w górze krótko, przylegająco owłosiona.
LiścieUlistnienie naprzeciwległe, ew. na szczycie pędu skrętoległe. Liście sztywne i szorstkie, od spodu owłosione, podłużnie jajowate do owalnych,  prawie całobrzegie lub niewyraźnie piłkowane.
KwiatyZebrane w kwiatostany typu koszyczek. Koszyczki otulone są okrywą złożoną z niezbyt luźnych listków. Brzeżne kwiaty języczkowe są żółte, mają długość 2–3 cm i występują w liczbie mniejszej niż 20.